# Tobol (by)
Tobol är en by/hemman i Gunnarskogs socken i Arvika kommun, Värmland.
Byn har tidigare präglats av jord- och skogsbruk, de flesta invånarna livnär sig idag genom arbete i närliggande Arvika eller Charlottenberg. Befolkningen består av ett 70-tal fastboende, sommartid tillkommer lika många fritidsboende.
Hemmanet består huvudsakligen av skogsmark (1 140 ha)och lite åker/betesmark (148 ha), hemmanets totala areal är 1 328 ha. Bebyggelsesituationen idag stämmer väl överens med en vid 1800-talets slut, bebyggelsen är belägen i kanten av åkermarken och på de högre partierna av densamma. Åkermarken sluttar ner mot sjön Bergsjön men avgränsas av ett lövskogsparti i branten närmast sjön. Gårdarna har huvudsakligen välhållna traditionella byggnader och området har ett betydande miljö- och landskapsmässigt värde.
Västnordväst om byn, på gränsen mot Eda kommun, ligger Tobols silvergruva. 